# Efraín Álvarez
Efraín Álvarez (Los Angeles, 2002. június 19. –) amerikai születésű mexikói válogatott labdarúgó, a LA Galaxy középpályása.

## Pályafutása

### Klubcsapatokban
Álvarez a kaliforniai Los Angeles városában született. Az ifjúsági pályafutását a helyi LA Galaxy akadémiájánál kezdte.
2017-ben mutatkozott be a LA Galaxy tartalék, majd 2019-ben az első osztályban szereplő felnőtt csapatában. Először a 2019. március 3-ai, Chicago Fire ellen 2–1-re megnyert mérkőzés 60. percében, Emil Cuello cseréjeként lépett pályára. Első ligagólját 2020. szeptember 3-án, a Portland Timbers ellen idegenben 3–2-es győzelemmel zárult találkozón szerezte meg.

### A válogatottban
Álvarez az U15-ös, az U17-es és az U21-es korosztályú válogatottakban is képviselte Mexikót.
2021-ben debütált a felnőtt válogatottban. Először a 2021. március 30-ai, Costa Rica ellen 1–0-ra elvesztett barátságos mérkőzés 81. percében, Jesús Coronat váltva lépett pályára.

## Statisztikák
2022. szeptember 18. szerint
| Klub      | Szezon   | Osztály  | Bajnokság | Bajnokság | Kupa  | Kupa | Nemzetközi | Nemzetközi | Összesen | Összesen |
| Klub      | Szezon   | Osztály  | Meccs     | Gól       | Meccs | Gól  | Meccs      | Gól        | Meccs    | Gól      |
| --------- | -------- | -------- | --------- | --------- | ----- | ---- | ---------- | ---------- | -------- | -------- |
| LA Galaxy | 2019     | MLS      | 14        | 0         | 2     | 2    | 2          | 0          | 18       | 2        |
| LA Galaxy | 2020     | MLS      | 16        | 1         | 0     | 0    | —          | —          | 16       | 1        |
| LA Galaxy | 2021     | MLS      | 26        | 2         | 0     | 0    | —          | —          | 26       | 2        |
| LA Galaxy | 2022     | MLS      | 26        | 3         | 4     | 0    | 1          | 0          | 31       | 3        |
| Összesen  | Összesen | Összesen | 82        | 6         | 6     | 2    | 3          | 0          | 91       | 8        |

### A válogatottban
| Válogatott | Év       | Pályára lépés | Gól |
| ---------- | -------- | ------------- | --- |
| Mexikó     | 2021     | 4             | 0   |
| Összesen   | Összesen | 4             | 0   |

## Sikerei, díjai
Mexikói U17-es válogatott
- U17-es CONCACAF-bajnokság
  - Győztes (1): 2019

- U17-es labdarúgó-világbajnokság
  - Ezüstérmes (1): 2019

## Fordítás
Ez a szócikk részben vagy egészben  az   Efraín Álvarez című angol Wikipédia-szócikk fordításán alapul.  Az eredeti cikk szerkesztőit annak laptörténete sorolja fel. Ez a jelzés csupán a megfogalmazás eredetét és a szerzői jogokat jelzi, nem szolgál a cikkben szereplő információk forrásmegjelöléseként.